# Sporisorium pole-evansii
Sporisorium pole-evansii är en svampart som beskrevs av Vánky 1999. Sporisorium pole-evansii ingår i släktet Sporisorium och familjen Ustilaginaceae.   Inga underarter finns listade i Catalogue of Life.